# Slesvig (by)
 For alternative betydninger, se Slesvig. (Se også artikler, som begynder med Slesvig)
Slesvig (tysk: Schleswig, sønderjysk Sljasvig) er en by i det nordlige Tyskland, beliggende i den nordøstlige del af delstaten Slesvig-Holsten. Den er et administrativt centrum i Sydslesvig og bispesæde. Den har ca. 24.500 indbyggere. Byen er opstået på nordsiden af fjorden Slien, efter at vikingehandelspladsen Hedeby opløstes.
Byen gav i middelalderen navn til hertugdømmet Slesvig, som var dansk indtil 1864. Det danske mindretal i Sydslesvig har skoler og kulturinstitutioner i byen, herunder gymnasiet A.P. Møller-Skolen.

## Navnet
I 804 forekommer navnet Sliestorp, som tidligere mentes at kunne være et tidligt navn for Slesvig. Bynavnet Slesvig er sammensat af ordene Sli og Vig. Navnet Slesvig betyder altså Bugten ved Slien. På den lokale danske dialekt kaldtes byen Sljasvig med betoning på den anden stavelse.

## Geografi
Geografisk set ligger Slesvig i det sydvestlige Angel cirka 30 kilometer syd for Flensborg. Købstaden strækker sig næsten i en halvkreds omkring Sliens Lille Bredning.
Direkte nord for Slien ligger Slesvigs bykerne med domkirken og fiskerbyen Holmen. Øst for Holmen ligger Slesvigs nye bydel Friheden (Auf der Freiheit) med det nye danske gymnasium. Vest for den gamle by ligger den i 1600-tallet opvoksede bydel Lolfod (Lollfuß) samt den langs Slien beliggende park Kongeengen. Ud for Kongeengen i Slien ligger Mågeøen, som kaldes således efter de mange måger, der i tidligere tid havde tilhold her. Bakkerne nord for indrebyen og Lolfod hedder Galbjerg (også: Gallebjerg og Galgebjerg) og Hestebjerg med den lille bydel Hønsehusene (Hühnerhäuser). På Galbjerg fandtes tidligere Mikkelskirken. Syd for Gottorp Slot og tæt ved nabobyen Bustrup befinder sig Frederiksberg (også Kratbjerg, tysk: Friedrichsberg). Nord for den indre by ligger Nystaden (Neustadt), Klapskov (Klappschau) og Sankt Jørgen eller Jørgensby med byens psykiatriske klinikker. Vest for Gottorp Slot ligger skovområderne Dyrehaven og Pøl Hegn (også Pøleskov). Slesvigs møllebæk udspringer nord for byen og passerer både Polérdammen (ty. Polierteich) og Kalvedammen (Kälberteich), inden den munder ved Holm Nor ind i Sliens Lille Bredning. Indsøen Brudesøen ligger i Sankt Jørgen.
Byen var i 1700-tallet administrativt inddelt i otte kvarterer. De første fem kvarterer udgjorde den indre by, det 6. kvarter Holmen, det 7. kvarter Lolfod med Hestebjerg og Hønsehuse og det 8. kvarter Frederiksberg (Kratbjerg). Byens ældste dele med Domkirken, Rådhuset og Rådhustorv omfatter området mellem Kalvedam/Kalvegade i nord, Slagtergade i øst og Slien/Skibsbrogang (siden 1888 Hafenstraße/Havnegade) i syd. Byens gågade strækker sig fra Munkebrogade via Korntorvet til Byvej/Stadtweg.
Historisk set hører byen under følgende sogne:
- Domsognet, bestående af midtbyen med Domkirken, Holmen, Domteglgården, nogle huse i Jørgensby og den nord for byen liggende avlsgård Klapskov
- Michaelis Sogn, bestående af Lolfod, Hestebjerg, Hønsehusene, Jørgensby samt tilgrænsende landsbyer (Lyrskov med Arnholt, Isted, Gammellund, Jydbæk, Skovby, Husby)
- Frederiksberg Sogn, bestående af Frederiksberg (Kratbjerg) og gården Ør
- Skt. Hans Sogn (Skt. Johannes Sogn), bestående af Sankt Hans Klostret og parcellerne på Friheden

Den tidligere danske garnisionsmenighed på Gottorp Slot var organiseret som frimenighed

## Historie

### Vikingetid
Byen Slesvig opstod på nordsiden af fjorden Slien, efter at vikingehandelspladsen Hedeby opløstes. Hedeby var den vigtigste handelsplads i vikingetiden, ligesom der er fundet tegn på en omfattende håndværksaktivitet. Allerede i 948 blev byen bispesæde. Her virkede også biskop Poppo, som døbte Harald Blåtand. Ifølge de skriftlige kilder blev Hedeby ødelagt flere gange ved midten af 1000-tallet, og i 1050 afbrændtes byen endeligt af den norske konge Harald Hårderåde. Arkæologiske fund viser, at bebyggelsen ophørte, og i stedet flyttede indbyggerne til den nuværende by Slesvig, hvortil de nye, mere dybtgående skibe bedre kunne sejle. Selve Hedeby blev aldrig genopbygget.

### Middelalder
I 1020 indviedes den første domkirke. I 1115 indsatte Kong Nils sin unge nevø, Knud Lavard, som jarl i Sønderjylland. Knud Lavards bopæl blev Jørgensborgen på Mågeøen. I 1200 fik Slesvig som den første danske by stadsret. Slesvig fik sin stadsret af Svend Grathe i 1155, men mistede allerede i løbet af middelalderen status som førende handelsby i Østersøområdet til Lübeck, men bevarede sin politiske og religiøse status. Slesvig blev flere gange befæstet ved både borg og bymur, senest ved Gottorp Slot, hvorfra Sønderjylland i en længere tidsperiode blev styret. I 1459 var slottet en overgang i Christian 1.s besiddelse. I 1522 oprettedes her et møntsted, hvor der blev slået mønter for blandt andre Frederik 1. og Christian 3.
Allerede omkring 1100 oprettede, den daværende danske konge, Kong Erik Ejegod, Mikaelsklostret. Klostret befandt sig uden for byens grænser på Mikaelsbjerget. I 1191/1196 blev klostret flyttet fra Slesvig til Gudholm i Angel. Klosterkirken blev endnu i 1900-tallet anvendt som sognekirke. Omtrent 100 år senere blev Sankt Hans Klostret på Holmen oprettet. I 1234 kom Gråklostret til, som blev oprettet på initiativ af hertug Abel. Gråklostret var i middelalderen beboet af munke fra Franciskanerordenen, og var indrettet i Slesvigs tidligere danske kongegård. Et år senere kom, med Maria Magdalene Klosteret, byens fjerde kloster til. Maria Magdalene Klosteret var et dominikanerkloster og befandt sig lige syd for domkirken. Efter reformationen blev klosteret lukket. På samme sted byggedes senere den såkaldte Hattensche Hof.
I 1250 lod hertug Abel sin bror, Kong Erik Plovpenning, myrde på Slien. Abel blev betragtet som ansvarlig for mordet, men det lykkedes ham at få 24 riddere til at sværge på hans uskyld ved landstinget i Viborg, hvorefter han blev kåret til konge den 1. november 1250.
I 1356 hærgede pesten i byen og en stor del af byens indbyggere døde.
I 1486 blev Missale Slesvicense trykt i byen. Missalet regnes for et højdepunkt i dansk bogtryk.

### Renæssance
Med reformationen kom det såkaldte Gråkloster i byens besiddelse. Klosterkirken blev i 1530 ombygget til Rådhuset. Efter landsdelinger i 1544 og frem til 1701 var Slesvig hjemby for de gottorpske hertuger. I 1600-tallet eksisterede der formodentlig en bro mellem Slesvig og Mågeøen.

### 1700-tallet
I 1711 blev forstæderne Lolfod, Frederiksberg og Hønsehuse indlemmet i byen, som nu blev omtalt som den kombinerede købstad Slesvig.

### 1800-tallet
I 1820 blev den største psykiatriske anstalt i det danske monarki grundlagt ved Slesvig under ledelse af lægen Peter Willers Jessen, som var født i Flensborg. Anstalten var tegnet af C.F. Hansen. Arvtageren til klinikken er det store psykiatriske hospital Helios Klinikum Schleswig.
I 1800-tallet blev den slesvigske stænderforsamling oprettet. Indtil 1850 havde den hjemsted i Slesvigs rådhus.
Efter de dansk-tyske krige blev byen tysk. I 1883 blev Slesvigs eneste byport i Langegade, Høje Port eller Angelboport (på tysk Hohes Tor eller Angelboetor), nedrevet. Langegade var i middelalderen den eneste vej ud af byen til Angel. I årene 1888 til 1894 blev det 112 meter høje nygotiske domkirketårn bygget.
Befolkningsudvikling fra år 1803 til 1860:
- I 1803 7.823 indbyggere
- I 1835 11.040 indbyggere
- I 1840 11.204 indbyggere
- I 1845 11.551 indbyggere
- I 1855 12.411 indbyggere
- I 1860 12.197 indbyggere

I 1879-1917 var Slesvig provinshovedstad for provinsen Slesvig-Holsten i Preussen. Byen huser stadig den slesvig-holstenske overlandsret og landsforvaltningsret. Slesvig er amtsby i kredsen Slesvig-Flensborg. Byen har en beskeden industri.

## Politik
Slesvigs borgmester er Stephan Dose (SPD). Slesvig byråd (Stadtversammlung) består af 40 medlemmer.
Ved seneste kommunalvalg i maj 2023 fik byrådet følgende fordeling . Valgdeltagelse i Slesvig by lå på 44.8 %.
|  | Parti                                        | Procent | Mandater |
|  | -------------------------------------------- | ------- | -------- |
|  | CDU                                          | 27,5 %  | 11       |
|  | SPD                                          | 21 %    | 8        |
|  | SSW (Sydslesvigsk Vælgerforening)            | 17,8 %  | 7        |
|  | De Grønne                                    | 15,2 %  | 6        |
|  | Borgerliste BfB (Bündnis für Bürger)         | 6,7 %   | 3        |
|  | FDP                                          | 4,5 %   | 2        |
|  | Borgerliste FWS (Freie Wähler für Schleswig) | 4,2 %   | 2        |
|  | Linke                                        | 3,0 %   | 1        |

### Byvåben
Det nuværende byvåben blev indført i 1935, men kan føres tilbage til et bysegl fra 1299 . På blå bund ses en portløs gylden kreneleret mur (tindemur) samt kreneleret tårn, suppleret med en gylden månesegl og en seksstrålende gylden stjerne. Nederst i skjoldet ses blå og sølvfarvede bølger.
Muren henviser til den tidligere Jørgensborg på Mågeøen. Bølgerne symboliserer Slien. Betydningen af halvmånen og stjernen er derimod ukendt. Himmellegemerne fandtes allerede på Knudsgildens ældste segl fra slutningen af 1100-tallet. Farverne svarer til Sønderjyllands/Slesvigs farver blå og gulv.

## Kultur og seværdigheder

### Kirker
Byens femskibede domkirke Sankt Petri, som er opført i perioden fra 1100-tallet til 1400-tallet, er siden 1894 forsynet med Nordtysklands næsthøjeste kirketårn og rummer både en række hertugelige gravmonumenter og adskillige mindelser om de dansk-tyske forbindelser. Pragtfulde er især Hans Brüggemanns altertavle Bordesholmalteret, som oprindeligt hørte hjemme i klostret i Bordesholm og kong Frederik 1.`s gravmæle. Også kong Nils skal være gravsat her, men graven kendes ikke. Slesvig Domkirke er en del af Den europæiske rute for teglstensgotik.
Trefoldighedskirken i bydelen Frederiksberg er bygget i årene 1650/1651 under hertug Frederik 3. Den enskibede kirke er opført i munkesten. Det nygotiske tårn kom til under prøjserne i 1872.
Ved siden af domkirken findes også en dansk, en katolsk samt en baptistisk kirke. Den nuværende danske menighed i Slesvig blev oprettet i 1922. De holdt de første år gudstjeneste i Slesvighus og i slotskirken på Gottorp Slot. Først i 1968 blev Ansgarkirken indrettet. Kirken blev indrettet i den forhenværende Ansgarskole. Baptistkapellet i Byvejen er opført i 1877. Kapellet er dermed den ældste baptistkirke i Slesvig-Holsten.
Af Slesvigs middelalderlige klostre kan nævnes Gråklostret i den indre by og Sankt Hans Kloster på Holmen.
Der er flere kirkgårde i byen (Domkirkegård, Michaelis kirkegård, Frederiksberg/Kratbjerg og den lille kirkegård ved Bymark (Stadtfeld)).

### Museer
Byen rummer museerne Schleswig-Holsteinische Landesmuseen på Gottorp Slot med den genoprettede barokhave Nyværkhave (Neuwerkgarten) og den gottorpske kæmpeglobus, bymuseet Stadtmuseum i Günderoth Gård og folkemindemuseet Volkskunde Museum på Hesterberg.
Bymuseums speciale er fotoudstillinger af høj karat. Folkemindemuseet har de seneste år vist en lang række utraditionelle udstillinger, flere af dem er semi-permanente, bl.a. en kriminalhistorisk udstilling om Tysklands første kvindelige bankrøver.

### Teatre
Slesvigs byteater hører ind under den slesvig-holstenske landsdelsscene med spillesteder i både Slesvig, Flensborg og Rendsborg. Landsdelsscenen blev stiftet i 1974. Udover landsdelsscenen findes også en nedertysk amatørteater (Schleswiger Speeldeel). Sydslesvigsk Forenings teaterudvalg tilbyder derudover også danske gæstespil i Slesvig Teater.

### Biblioteker
- Stadtbücherei Schleswig
- Dansk Bibliotek Slesvig i Ansgarhuset
- Slesvig-Holstensk Landsarkiv i Prinsens Palæ

### Andre bygninger
Ved Rådhuspladsen findes det privilegerede hofapotek fra 1517. Apoteket blev opført af den daværende slesvigske hertug og senere danske kong Frederik 1. på fundamenterne af Knudsgildets forhenværende gildehus. Hofapoteket var det første offentlige apotek i Sønderjylland. Bygningen, som nu rummer en cafe, har været fredet siden 1973.
Mariehospitalet ved vejen mellem Domkirken og Rådhuspladsen blev opført i 1790. Hospitalet er opkaldt efter den daværende kronprinsesse Marie Sophie Frederikke, der blev gift i 1790 med den senere danske kong Frederik 6. Vielsen fandt sted på Gottorp Slot. Mariehospitalet var dengang en del af byens fattigvæsen. I dag indgår bygningen i byens plejehjem.
Den klassicistiske Plessengård vest for domkirken blev oprettet 1798 under navnet Bellevue. Under de slesvigske krige fungerede bygningen som lazaret. I dag findes her byens turistinformation.
Andre markante bygninger er blandt andet Rådhuset, i hvilket den sønderjyske
stænderforsamling holdt sine møder indtil 1846; Prinsens Palæ i Frederiksberg, hvor nu landsarkivet har til huse; toldhuset fra 1700-tallet, som i dag rummer et hotel og den såkaldte røde elefant, som ligger overfor slottet, og hvor den slesvig-holstenske højesteret har sæde i dag.

### Kongeengen
Ud mod Slien findes med Kongeengen (Königswiesen) et lille parkområde. Her findes blandt andet idrætspladser, en lille vikingelegeplads og et cirka 14 meter høj udsigtstårn. Det cirka 16 hektar store parkområde skæres af en lille øst-vest gående vandkanal. Ved Kongeengen ligger også byens badested Louisenbad og klubhuset af Slesvigs danske roklub.
Kongeengen var også stedet hvor den landskabsarkitektoniske udstilling Landesgartenschau med over 20 emnehaver såsom en urtehave med helbredende planter fandt sted i 2008. Udstillingens maskot var med henvisning til Slesvigs historie en lille vikingedreng. Havdeudstillingen omfattede også kulturelle arrangementer, blandt andet en dansk kulturuge.

### Holmen
Umiddelbart øst for byens centrum ligger den idylliske bydel Holmen. Holmen er Slesvigs fiskerbydel, hvor indbyggerne i århundreder har haft deres egne sæder og skikke. Betegnelsen Holmen betyder lille ø.

## Uddannelse
Byen har med Hiort Lorenzen-Skolen, Gottorp-Skolen og A.P. Møller Skolen i den nye bydel, Friheden (tysk Auf der Freiheit), tre danske skoler og en række danske foreninger og institutioner. A.P.Møller Skolen blev indviet den 1. september 2008. Skolen er en gave af A.P. Møller-Fonden. 
Mellem de slesvigske krige i 1800-tallet var der en dansk skole på Gottorp, som dog blev lukket i 1864.

## Infrastruktur og transport
Slesvigs kollektive trafik drives af Verkehrsbetriebe Schleswig-Flensburg. Rutebilstationen ligger centralt ved den gamle kredsbanegård. Byens banestation ligger derimod udenfor bycentret i bydelen Frederiksberg. På Slien sejler færger fra Slesvig til blandt andet Kappel. Vest for kommunens grænser forløber motorvejen A 7, som fortsætter nord for den dansk-tyske grænse som Sønderjyske Motorvej. Den er en del af Europavej E45.
Byens sidste sporvogne i drift kørte i 1936 (se Slesvig Sporveje).

## Berømte bysbørn
Den danske billedhugger, Herman Wilhelm Bissen, og den danske maler, Asmus Jacob Carstens, kom begge fra Slesvig.